# Ladenbergia buntingii
Ladenbergia buntingii är en måreväxtart som beskrevs av Julian Alfred Steyermark. Ladenbergia buntingii ingår i släktet Ladenbergia och familjen måreväxter. Inga underarter finns listade i Catalogue of Life.